# ليونيل سواريز
ليونيل سواريز فاخاردو (بالإسبانية: Leonel Suárez Fajardo) هو متسابق عشاري كوبي ولد في يوم 1 سبتمبر 1987 في مدينة سانتياغو دي كوبا في كوبا، أبرز إنجازاته هي فوزه بالميدالية البرونزية الأولمبية مرتين في دورة الألعاب الأولمبية الصيفية 2008 في بكين في الصين وفي الألعاب الأولمبية الصيفية 2012 في لندن في المملكة المتحدة، كما فاز أيضاً بالميدالية الفضية في بطولة العالم لألعاب القوى 2009 في برلين في ألمانيا وحقق الميدالية البرونزية في بطولة العالم لألعاب القوى 2011 في دايغو في كوريا الجنوبية، حقق سواريز الميدالية الذهبية لكوبا في دورة الألعاب الأمريكية 2011 التي أقيمت في مدينة غوادالاخارا في المكسيك، يعتبر صاحب أفضل رقم وطني لبلده في العشاري حيث جمع 8654 نقطة في بطولة أمريكا الوسطى والكاريبي لألعاب القوى 2009 في هافانا في كوبا.

## روابط خارجية
- ليونيل سواريز على موقع الاتحاد الدولي لألعاب القوى (الإنجليزية)
- ليونيل سواريز على موقع اللجنة الأولمبية الدولية (الإنجليزية)
- ليونيل سواريز على موقع أوليمبيديا (الإنجليزية)